# Gerbilliscus
Gerbilliscus — рід підродини Піщанкові (Gerbillinae).

## Систематика
- Підрід Gerbilliscus — дві поздовжні канавки на кожному верхньому різці.
  - Gerbilliscus boehmi
- Підрід Taterona — поздовжня канавка на кожному верхньому різці.
  - Gerbilliscus afra
  - Gerbilliscus brantsii
  - Gerbilliscus gambianus
  - Gerbilliscus giffardi
  - Gerbilliscus guineae
  - Gerbilliscus inclusus
  - Gerbilliscus kempi
  - Gerbilliscus leucogaster
  - Gerbilliscus nigricaudus
  - Gerbilliscus paeba
  - Gerbilliscus phillipsi
  - Gerbilliscus robustus
  - Gerbilliscus setzeri
  - Gerbilliscus tytonis
  - Gerbilliscus validus
  - Gerbilliscus vallinus
  - Gerbilliscus vicinus

## Опис
Довжина голови й тіла від 102 до 190 мм, довжина хвоста від 103 до 245 мм і вага до 154 гр. М'яке хутро зверху піщано-коричневого, сіро-коричневого до чорно-коричневого кольору. Живіт і ноги від білуватого до чисто білого кольору. Назва походить від голих підошв задніх ніг. Голова велика і кремезна. Вуха довгі. Ноги довгі і тонкі. Хвіст різний по довжині у різних видів і часто закінчується пучком волосся. самиці мають 3-4 пари молочних залоз. Зубна формула: 1/1, 0/0, 0/0, 3/3 = 16.

## Поширення
Живуть на південь від Сахари. Живуть в сухих місцях проживання, таких як савани на піщаних ділянках, рідколісся, поля і сади. 

## Звички
Вони, як правило, активні на світанку і вночі. У разі небезпеки можуть стрибати в довжину до 1,5 метрів. Для короткого відпочинку будують прості нори, для тривалого проживання більш-менш складні тунельні системи. Там вони залишаються при спеці або холоді. Їдять коріння, насіння і зелені частини рослин і деяких комах.
Репродуктивна поведінка значною мірою недосліджена. За даними різних досліджень, самиці цілий рік або тільки в сезон дощів готові до спаровування. Після 22 до 30 днів вагітності народжуються до 13 дитят.